# Dilhorne
Dilhorne är en ort  och civil parish i Storbritannien.   Den ligger i grevskapet Staffordshire och riksdelen England, i den södra delen av landet, 210 km nordväst om huvudstaden London. Dilhorne ligger 217 meter över havet och antalet invånare är 458.
Terrängen runt Dilhorne är huvudsakligen platt, men åt nordost är den kuperad. Runt Dilhorne är det ganska tätbefolkat, med 214 invånare per kvadratkilometer. Närmaste större samhälle är Stoke-on-Trent, 9,8 km väster om Dilhorne. Trakten runt Dilhorne består i huvudsak av gräsmarker.